# A Little Closer
A Little Closer è un film del 2011, diretto da Matthew Petock.

## Trama
Nollo stato della Virginia, Sheryl combatte duramente per poter far quadrare i conti ed assicurare così una dignitosa esistenza ai suoi due figli, il quindicenne Marc e l'undicenne Stephen. Sperando di incontrare l'amore della sua vita e di dare ai propri figli un padre, la donna frequenta un deprimente locale per single. Nel frattempo, Marc cerca disperatamente di perdere la verginità con la sua fidanzata e passa le sue giornate a lavorare ad una macchina usata mentre suo fratello Stephen, in preda alla scoperta sessuale, si infatua della sua insegnante e spera di essere accettato da un gruppo di coetanei che lo detestano in modo irremovibile.

## Riconoscimenti
- 2011 - Amiens International Film Festival
  - Miglior attrice a Sayra Player
- 2011 - Chicago International Film Festival
  - Candidatura al Gold Hugo per New Directors Competition a Matthew Petock
- 2011 - Torino Film Festival
  - Candidatura come miglior film a Matthew Petock